# آيت إيكو (آيت احساين أيعقوب)
آيت إيكو هو دُوَّار يقع بجماعة دير القصيبة، إقليم بني ملال، جهة بني ملال خنيفرة في المملكة المغربية. ينتمي الدوّار لمشيخة آيت احساين أيعقوب التي تضم 3 دواوير. يقدر عدد سكانه بـ 1515 نسمة حسب الإحصاء الرسمي للسكان والسكنى لسنة 2004.

## وصلات خارجية
- البوابة الوطنية للجماعات الترابية
- المندوبية السامية للتخطيط